# Alpinia padacanca
Alpinia padacanca là một loài thực vật có hoa trong họ Gừng. Loài này được Valeton ex K.Heyne mô tả khoa học đầu tiên năm 1922.